# Аналітична базова таблиця
У теорії баз даних аналітична базова таблиця ( ABT ) — це пласка таблиця, яка використовується для побудови аналітичних моделей і оцінювання (прогнозування) майбутньої поведінки суб’єкта.
Один запис у такій таблиці представляє суб’єкт прогнозування (наприклад, клієнта ) і зберігає всі дані (змінні), що описують представлений суб’єкт.
В основному існує дві категорії даних: перша категорія - хто є суб’єктом (опис характеристик суб’єкта, пов’язаних з організацією, таких як соціально-демографічні та географічні дані, події тощо), і друга категорія - що суб’єкт робить (опис характеристик поведінки суб’єкта, придбання продукту, використання продукту, платіжна поведінка, випадки відносин тощо.).
Аналітичні базові таблиці можуть бути розроблені як більш загальний приклад, придатний для вирішення загальних бізнес-проблем, але частіше вони розробляються для вирішення дуже конкретних бізнес-проблем.